# Clément Lenglet
Clément Nicolas Laurent Lenglet (født 17. juni 1995 i Beauvais, Frankrig) er en fransk fodboldspiller, der spiller som midterforsvarer hos den engelske Premier League-klub Aston Villa hvor han er udlejet fra den spanske La Liga-klub Barcelona.

## Klubkarriere
I sommer 2018 skiftede Lenglet til FC Barcelona.
I august 2023 skiftede Lenglet til Premier League-klubben Aston Villa på en lejeaftale fra FC Barcelona.